# 国民健康保険志摩市民病院
国民健康保険志摩市民病院（こくみんけんこうほけんしましみんびょういん）は三重県志摩市にある病院。2007年（平成19年）度の入院患者数はのべ12,835人で1992年（平成4年）度とほぼ同じ水準であるが、外来患者数はのべ26,285人で1992年度の6割程度に落ち込んでいる。

## 沿革
1940年（昭和15年）、波切町（現在の志摩市大王町波切）で突如入院患者が急増し、町民の間で町立病院の設立運動が起きた。これを受けて波切町議会は急遽病院設置予算を可決したが、太平洋戦争の影響で実際に建設されることはなかった。
終戦後の混乱が収束してきた1951年（昭和26年）、波切町議会は再び予算案を可決、旧墓地跡への設立を決定する。翌年完成した「波切町国民健康保険直営診療所」は16室24床、木造スレート瓦葺平屋建て2棟の診療所として開設された。1955年（昭和30年）には医師3名、レントゲン技師1名を迎え、病院への昇格を果たすが経営は順調とはいかず、医師不足に直面することとなる。1967年（昭和42年）、大王町議会は「新しい医師を招くには、まず施設整備が必要」と判断、合計約5000万円をかけた2か年事業で病院の新築移転を行う。
偶然にも移転先はまた墓地跡であった。
その後行財政改革に伴う合理化により、前島病院との機能統合が行われ、国民健康保険志摩市民病院に改称、現在に至る。
2012年（平成24年）4月時点では7名の医師が常勤していたが、次第に減少し、赤字も累積していった。2014年（平成26年）には翌年度からの指定管理者制度の導入を目指して公募を行ったが集まらず、2015年（平成27年）11月には常勤医4名のうち同年度末に3名の医師が退職することが判明した。こうした情勢に市民からは「給料泥棒」などと厳しい声が挙がることもあったが、2016年（平成28年）4月から院長に就任した30代の医師により、患者受け入れ拒否の中止、職員間の交流の拡充、夜間診療の充実などの改革が進められている。2018年（平成30年）夏より三重大学医学部の学生と連携し、国府白浜で病気・怪我になった人に市民病院から電話で学生に指示を与え、初期対応を開始した。これにより救急車の出動回数を減らすことが可能となった。

### 年表
- 1952年（昭和27年）6月1日 - 波切町国民健康保険直営診療所として開設。
- 1954年（昭和29年）8月1日 - 町村合併による大王町発足に伴い、大王町国民健康保険直営診療所に改称。
- 1955年（昭和30年）9月1日 - 病院昇格の認可を受け、大王町国民健康保険病院として開設。
- 1969年（昭和44年）7月1日 - 現在地に新築移転（病床39）。
- 1980年（昭和55年） - 前年からの増築工事が完了。総事業費は68,427,000円で、鉄筋コンクリート2階建ての施設になる[9]。
- 1998年（平成7年）12月 - 増改築工事に着手[10]。
- 1998年（平成10年）3月 - 増改築工事が完成（一般病床55）、同年3月23日より新診療室で診察開始[10]。同年4月19日に完成式挙行[11]。
- 2004年（平成16年）10月1日 - 町村合併による志摩市発足に伴い、志摩市立国民健康保険大王病院に改称。
- 2007年（平成19年）10月1日 - 志摩市立国民健康保険前島病院と一部統合を行い、病床50床（一般20、療養30）となる。
- 2008年（平成20年）4月1日 - 前島病院との統廃合を行い、病床90床（一般50、療養40）となり国民健康保険志摩市民病院に改称。

## 診療科目
2016年（平成28年）6月現在、常勤医は2人で総合診療医である。志摩市立国民健康保険浜島診療所と兼務している。
- 内科
- 外科
- 整形外科
- 消化器科
- 循環器科
- リハビリテーション科

## 催事
2016年（平成28年）10月2日に開院以来初めての試みとして、「びょういん祭」を開催した。祭では出店や消防車・救急車の展示、院内見学ツアーなどがあり、特に子供向けの医師・看護師の白衣を着用して記念撮影ができるコーナーが人気を博した。来場者は1,500人であった。

## 交通アクセス
- 三重交通バス「志摩市民病院」停留所下車、すぐ。
- 国道260号沿い。